# Carlos Arboleya
Carlos Arboleya Sarazola (nacido en Montevideo el 23 de julio de 1985) es un jugador de rugby uruguayo, que juega de pilar o talonador para la selección de rugby de Uruguay.
Su debut con la selección de Uruguay se produjo en un partido contra Georgia en Montevideo el 30 de octubre de 2004. 
Seleccionado para la Copa del Mundo de Rugby de 2015, Arboleya anotó un try en la derrota frente a Fiyi, en la fase de grupos.
Actualmente, retirado de las canchas, se dedica a tiempo completo a entrenar al equipo sub-19 PGC Trebol Rugby.